# Roman Gałan
Roman Gałan (ur. 1 czerwca 1947, zm. 9 lutego 2012) – polski dziennikarz, lektor języka ukraińskiego i wykładowca Chrześcijańskiej Akademii Teologicznej w Warszawie.

## Życiorys
Absolwent Wydziału Filologii Polskiej i Słowiańskiej Uniwersytetu Warszawskiego z 1970 (magister), a także Podyplomowego Studium Dziennikarskiego przy Stowarzyszeniu Dziennikarzy Polskich, uzyskując specjalizację dziennikarza i redaktora.
Od 1970 związany był z tygodnikiem mniejszości ukraińskiej w Polsce  „Nasze Słowo” (w latach 1991–1993 redaktor naczelny),  a w latach 1981–1991 był redaktorem miesięcznika naukowo-literackiego „Nasza Kultura”. Współzałożyciel i redaktor naczelny od 1994, tygodnika „Homin”.
Był w latach 1995–1996 redaktorem Wydawnictwa UKAR (Archiwum Ukraińskie).
Od 1996 do momentu śmierci był wykładowcą języka ukraińskiego i literatury staroruskiej na Chrześcijańskiej Akademii Teologicznej. Był także lektorem języka ukraińskiego w warszawskim Prawosławnym Seminarium Duchownym (od 1998).
Został pochowany 14 lutego 2012 na cmentarzu prawosławnym przy ul. Wolskiej w Warszawie.